# مارکو ووکچویچ
مارکو ووکچویچ (انگلیسی: Marko Vukčević؛ زادهٔ ۷ ژوئن ۱۹۹۳) بازیکن فوتبال اهل مونته‌نگرو است که در پست وینگر راست بازی می‌کند.
از باشگاه‌هایی که در آن بازی کرده‌است می‌توان به باشگاه فوتبال وویوودینا اشاره کرد.
وی همچنین در تیم ملی فوتبال مونته‌نگرو بازی کرده‌است.